# 2050
Évszázadok: 20. század – 21. század – 22. század
Évtizedek: 2000-es évek – 2010-es évek – 2020-as évek – 2030-as évek – 2040-es évek – 2050-es évek – 2060-as évek – 2070-es évek – 2080-as évek – 2090-es évek – 2100-as évek
Évek: 2045 – 2046 – 2047 – 2048 –  2049 – 2050 – 2051 – 2052 – 2053 – 2054 – 2055

## Előrejelzések
- A Föld népessége várhatóan eléri a 9 milliárd főt
- Az emberiség születéskor várható élettartamának átlaga elérheti a 76 évet
- India 2050-re előreláthatólag meg fogja előzni az Amerikai Egyesült Államokat mint a világ 2. legnagyobb gazdasága
- Várhatóan 2050-ig még a kereszténység marad a legnagyobb vallás, bár a keleti országokban megnövekedhet az ateisták száma